# BASE Q
BASE Q（ベース・キュー）は、東京ミッドタウン日比谷内6階にあるビジネス創造拠点である。2018年5月15日より運営を開始している。

## 概要
三井不動産が大企業とベンチャー企業のマッチング、オープンイノベーション促進を目的として開設した拠点である。
同施設はコミュニティスペースの「Q LOUNGE」、最大450人収容可能な約500平米のイベントスペース「Q HALL」「Q KITCHEN」「Q STUDIO」から構成されている。